# Bitwa w porcie Chios
Bitwa na Chios – bitwa lądowo-morska między siłami ateńskimi pod wodzą Charesa i Chabriasa a sprzymierzonymi wojskami z Chios, Rodos, Kos, Bizancjum oraz perskiego satrapy Mauzolosa w czasie wojny Aten ze sprzymierzeńcami w roku 357 p.n.e.
Chcąc  wymusić posłuszeństwo dawnych sojuszników Ateńczycy wysłali flotę 60 okrętów, przewożących najemną armię desantową. Siły inwazyjne wylądowały na wyspie Chios i rozpoczęły oblężenie stolicy od strony lądu i morza. Armią lądową Aten dowodził Chares, siłami morskimi – Chabrias.
Armia lądowa przepuściła szturm na mury miasta, ale obrońcy go odparli, a następnie sami zaatakowali oblegających. Bitwa rozgorzała pod murami miasta. Szturm od strony lądu załamał się ostatecznie.
W tym czasie flota ateńska wpłynęła do portu Chios, gdzie rozgorzała bitwa z połączoną flotą sprzymierzeńców. Przybrała ona niepomyślny obrót dla Ateńczyków. Większość okrętów Chabriasa zostało zniszczonych lub zdobytych przez sprzymierzeńców, nielicznym tylko udało się wyrwać z portu. Sam Chabrias walczył do końca na swoim okręcie, aż padł od odniesionych ran. Resztki ateńskich załóg przedostały się na brzeg i dołączyły do armii lądowej.
Chares, który po śmierci Chabriasa został jedynym dowódcą, zmuszony został do zwinięcia oblężenia oraz ewakuowania swej armii i resztek floty z wyspy.